# سوریه
سوریه (به عربی: سُورِيَا یا سُورِيَة)، با نام رسمی جمهوری عربی سوریه (به عربی: الجمهوریة العربیة السوریة)، کشوری در منطقه غرب آسیا و شام است که از غرب با دریای مدیترانه، از شمال با ترکیه، از شرق و جنوب شرقی با عراق، از جنوب با اردن و از جنوب غربی با اسرائیل و لبنان، همسایه است. سوریه با مساحت ۱۸۵٬۱۸۰ کیلومتر مربع و جمعیت ۲۲٬۹۹۳٬۵۳۱ میلیون نفر (۲۰۲۳) هشتاد و هفتمین کشور از لحاظ مساحت و پنجاه و نهمین کشور از لحاظ جمعیت در دنیا می‌باشد.
سوریه، دارای حکومتی یکپارچه و دارای نظام جمهوری ریاستی است. زبان رسمی آن عربی گویش سوری و پول رایج آن لیره سوریه است. سوریه کشوری است با دشت‌های حاصلخیز، کوه‌های مرتفع و بیابان‌های وسیع که محل زندگی گروه‌های قومی و مذهبی متنوعی از جمله عرب‌ها، کردها، ترکمان‌ها، آشوری‌ها، ارمنی‌ها، چرکس‌ها، آلبانیایی‌ها، یونانی‌ها و چچنی‌ها است. گروه‌های مذهبی سوریه، مسلمانان (سنی‌ها و علوی‌ها)، مسیحیان، دروزی‌ها و ایزدی‌ها را شامل می‌شوند. پایتخت این کشور، شهر دمشق و پرجمعیت‌ترین شهر آن حلب است.
موقعیت سوریه در غرب آسیا و ساحل شرقی مدیترانه در طول تاریخ جایگاهی استراتژیک به این کشور بخشیده است. جنگ داخلی سوریه، از ۲۶ ژانویه ۲۰۱۱ (۶ بهمن ۱۳۸۹) آغاز شده و موجب ویرانی‌ها و ناامنی‌های گسترده در این کشور شده است و این کشور عملاً به سه بخش تحت کنترل کردها، دروزی‌ها و حکومت مرکزی تقسیم شده است.
کشور سوریه، در گذشته شام نامیده می‌شد. نام کنونی سوریه را فرانسوی‌ها پس از فروپاشی امپراتوری عثمانی و مستعمره کردن این کشور، از روی تاریخ کهن این بخش از جهان و تمدن آشوری‌ها بر این سرزمین نهادند.

## تاریخ سوریه

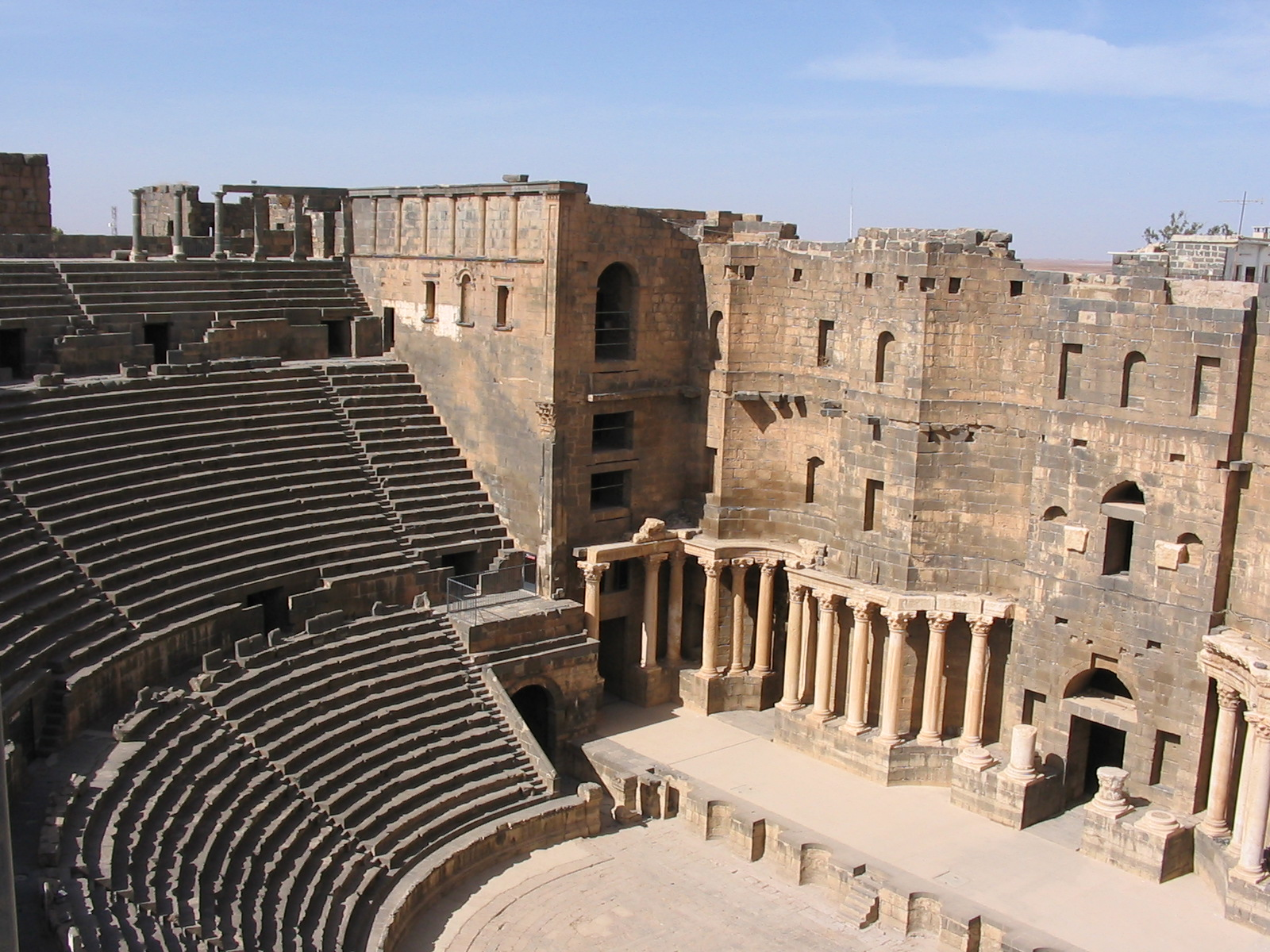
آمفی‌تئاتر پالمیرا در بصری

سوریه کنونی که در گذشته همراه با کشورهای اردن، لبنان، فلسطین بخشی از سرزمین شام محسوب می‌شد، سابقه‌ای بسیار طولانی در تاریخ دارد که مورخان، این قدمت را به حدود پنج هزار سال پیش می‌رسانند. از آن‌جا که این سرزمین در طول مدت یاد شده، از فرهنگ و تمدن درخشانی برخوردار بوده، آثار و نشانه‌هایی از این تمدن بر جای گذاشته است. قبل از تسلط مسلمانان بر این کشور، اقوام مختلفی از جمله: اقوام سامی، عموری، آرامی، مصری، آشوری، بابلی، یونانی، رومی و ایرانی که هر از چندگاهی این کشور را سکونت‌گاه خویش نموده یا آن را در معرض تاخت و تاز قرار داده‌اند، نشانه‌هایی از تمدن خاص خویش را برای روزگاران بعدی به یادگار گذاشته‌اند.
در هزاره سوم پیش از میلاد، عموری‌ها در این سرزمین ساکن و حکومتی در آن تشکیل دادند که تا سال ۱۵۰۷ پیش از میلاد دوام آورد. در اواخر قرن یازدهم پیش از میلاد، آرامی‌ها در این کشور مستقر شدند. سپس توسط دولت آشوری نو تصرف شد. پس از اضمحلال دولت آشور در سال ۶۱۲ پ. م این منطقه به تصرف امپراتوری بابل نو درآمد. پس از شکست دولت بابل توسط کوروش بزرگ در سال ۵۳۹ پ. م این مناطق به شاهنشاهی هخامنشی پیوست و جزئی از ساتراپی‌های این شاهنشاهی گردید. پس از سقوط هخامنشیان توسط اسکندر مقدونی و پس از تقسیم قلمروی فتح شده وی، میان سردارانش (دیادوخوی)، این منطقه به همراه اغلب تصرفات آسیایی اسکندر به سلوکوس یکم سردار مقدونی و مؤسس امپراتوری سلوکی رسید. در سال ۶۳ پ. م با شکست آخرین فرمانروای سلوکی از جمهوری روم، به عنوان استان سوریه به روم پیوست. در سال ۳۴۸ میلادی، پس از تجزیه امپراتوری روم به دو قسمت روم شرقی و غربی، این کشور جزئی از قلمرو و امپراتوری روم شرقی (بیزانس) گردید. به تدریج استیلای بیزانس بر سوریه ضعیف شد تا اینکه در قرن اول هجری (هفتم میلادی)، در زمان خلافت ابوبکر، خالد بن ولید، مأمور تصرف آن گردید. با تصرف شام در سال سیزده یا شانزده هجری به وسیله سپاه اسلام، فرهنگ این دین جدید بر تمدن‌های چندین سده اقوام مذکور غلبه یافت.
در سده‌های پنجم و ششم هجری که با جنگ‌های صلیبی همراه بود، حکام بسیار مقتدر و دینداری در این کشور بر تخت سلطنت نشسته و پرچم نبرد اسلامی علیه صلیبی‌ها و رومیان را برافراشتند. کسانی چون نورالدین محمود زنگی شهید، سلطان صلاح‌الدین ایوبی، ملک عادل ایوبی، ملک ظاهر بیبرس البندقداری، سیف‌الدوله حمدانی و… که نه تنها امور جنگی و نظامی را در راس اقدامات خود قرار داده و به ایجاد پایگاه‌های نظامی، ساخت قلعه‌ها، حفر خندق‌ها و… پرداختند که امروزه وجود صدها اثر تاریخی از آن دوران بیانگر این مدعاست. در سده‌های بعدی، ممالیک و سرانجام ترکان عثمانی پس از استیلا بر این سرزمین، سیاست پیشگامان خود را تداوم بخشیده و ضمن حفاظت و بازسازی آن آثار اسلامی، به احداث بناهای دیگری نیز پرداختند.

#### تمدن‌های کهن سوریه

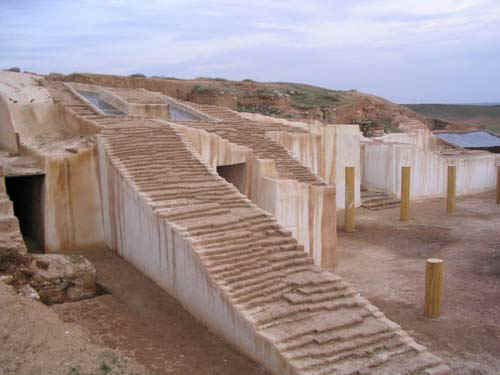
Bosra

##### إبلا
ابلا (عُبیل) شهری تاریخی و کهن در سوریه است که گفته می‌شود مربوط به ۳۰۰۰ سال پیش از میلاد می‌باشد. ظهور و پیشرفت این شهر در شمال غرب سوریه از طریق تجارت با سومری‌ها و اکدی‌ها میسر شد و سپس گستره آن از شمال به آنتالیا و از جنوب به صحرای سینا و از شرق به جلگه فرات و از غرب به ساحل میانی (مدیترانه) رسید. این شهر توسط گروهی باستان‌شناس ایتالیایی به سرپرستی پائولو ماتتیه، هنگامی که در حال حفاری تپه مردوخ بودند، کشف شد. تپه مردوخ در نزدیکی شهر سراقب از استان ادلب سوریه و در مسافتی نزدیک به ۵۵ کیلومتری شهر حلب واقع شده است. تمدن ابلا توسط سارگون پادشاه اکد در سال ۲۲۶۰ پ. م از به پایان رسید اما عموری‌ها بعد از قرن‌ها این شهر را بازسازی کردند و این شهر در هزاره دوم پیش از میلاد بار دیگر نام خود را بر سر زبان‌ها انداخت وتا زمان هیتی‌ها پابرجا باقی‌ماند. در کشور ابلا اولین شاخه زیتون در ۲۲۰۰ سال پیش از میلاد کشف شد و به این دلیل سوریه را اولین وطن زیتون می‌نامند.

##### ماری

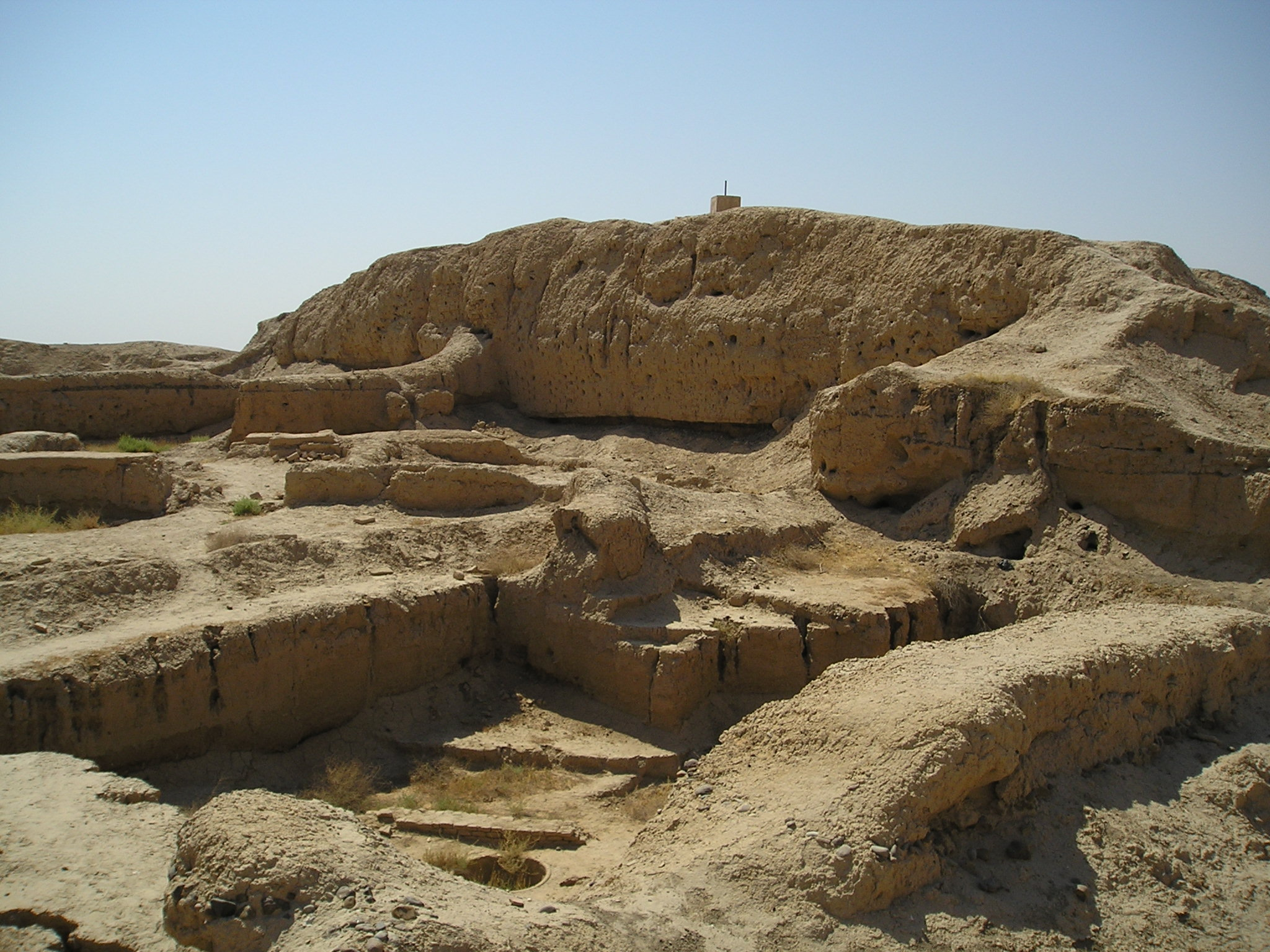
Bosra

ماری از تمدن‌های کهن سوریه است که در هزارهٔ سوم پیش از میلاد شکوفا شد و تاریخ نگاران از آن به عنوان تمدنی که با قوانین پیشرفته و مترقی خود در سال‌های ۲۹۰۰ پیش از میلاد باعث شکوفایی سوریه آن زمان شد، نام می‌برند. سیستم حکومتی آن بر پایه مشارکت مردم بر اساس سیاست گذاری‌های پادشاه بنا نهاده شده‌بود و حکومت ماری حضوری پررنگ در مناطق ساحلی رود فرات در سوریه داشت. شهر ماری که پایتخت تمدن ماری بود در فعالیت‌های تجاری آن زمان در امتداد رود فرات، از اهمیت فراوانی برخوردار بود. گفته می‌شود نقشهٔ جغرافیایی متغیر آن زمان، تأثیر فراوانی در تشکیل شهرهای کوچک و بزرگ در امتداد ساحل مدیترانه به سمت داخل سوریه و سرزمین‌های مجاور میان‌رودان داشته است. شهر ماری بندری بر روی رودخانه فرات بود که به امکانات کشتیرانی در رودخانه‌ها و اسکله‌های مخصوص پهلوگیری کشتی‌های تجاری مجهز بود. ماری به دلیل واقع شدن در میانه این دو منطقه به خوبی نقش واسطه را ایفا نموده که این خود منجر به شکوفایی پایتخت تمدن ماری (شهر ماری) گردید و باعث توجه همسایگان به آن‌جا شد.

##### اوگاریت

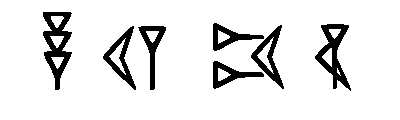
الفبای اوگاریتی

اوگاریت تمدنی کهن است که تپه‌های بازمانده از آن، در منطقه رأس شمرا در ۱۲ کیلومتری شمال شهر لاذقیه سوریه در ساحل دریای متوسط واقع شده‌اند. در این تپه‌ها آثار کهن‌ترین الفبای تاریخ به دست آمده است حفاری‌های باستان‌شناسی در منطقه رأس شمرا که تمدن اوگاریت در آن کشف شده نشان می‌دهد بقایای بیش از ۲۰ دوره تمدنی دیگر در آن منطقه قابل ردگیری‌است. قدمت منطقه رأس شمرا به بیش از ۷۵۰۰ سال پیش از میلاد می‌رسد که در هزاره دوم پیش از میلاد با گسترش شهرنشینی، تمدن اوگاریت در آن منطقه به وجود آمد. پیش از آن‌که اوگاریت به صورت اتفاقی در سال ۱۹۲۸ میلادی کشف شود نام این تمدن در نوشته‌های تمدن ماری ذکر شده‌بود و به سفر یکی از پادشاهان ماری به‌نام زمیری‌لیم در سال ۱۷۶۵ پ. م و دیدار او از اوگاریت اشاره شده است. از دیگر اسنادی که در آن از اوگاریت نام برده شده می‌توان به طوماری که در اسناد تمدن ماری یافت شده و در آن پادشاه اوگاریت نامه‌ای خطاب به پادشاه سلسله یمحاض که به پایتخت این سلسله، حلب ارسال شده، اشاره کرد که در آن خواستار اجازه دیدار پادشاه اوگاریت از کاخ شاه ماری، که آوازه آن در همه جا پیچیده بود، شده است. این موضوع نشان می‌دهد پادشاه اوگاریت خواستار ایجاد رابطه دوستانه و مستحکم با کشور ماری تحت نظارت پادشاه یمحاض بوده است. همچنین نام اوگاریت در برخی نوشته‌های مربوط به هیتی‌ها که در آناتولی ترکیه و سوریه و نامه‌های تپه‌های العمارنة مصر به دست آمده است ذکر شده است. حفاری‌ها نشان از آن دارد که پایتخت اوگاریت، شهری به همین نام و به مساحت ۵۴۲۵ کیلومترمربع، در دو قرن پانزدهم و شانزدهم پیش از میلاد بوده است.

### دوران معاصر
سوریه در سال ۱۷۹۹ میلادی با فتح مصر توسط ناپلئون بناپارت به اشغال فرانسه درآمد. با استقلال نسبی مصر، سوریه نیز دوباره به عثمانی واگذار گردید. آزار مسیحیان و سرکوبی شورش‌های آنان در این شهر، راه مداخله بیش از پیش دولت‌های اروپایی را به این کشور باز کرد. سرانجام در سال ۱۸۶۰ میلادی، فرانسه به‌عنوان کمک به سلطان عثمانی در اداره سوریه، نیروهای نظامی خود را در بیروت (که آن زمان جزو سوریه بود) پیاده کرد. با ورود دولت عثمانی به جنگ جهانی اول در سال ۱۹۱۴، ملی‌گرایان عرب، زمینه را برای اجرای اهداف استقلال‌طلبانه خود مساعد دیده و شروع به فعالیت کردند. در همین زمان‌ها نیز زمینه برای ایجاد یک دولت یهودی در اسرائیل کنونی آغاز شده بود. در پایان جنگ جهانی اول و شکست عثمانی، امیر فیصل بن حسین (که بعدها پادشاه عراق شد) از سوی کنگره مردم سوریه که نخستین مجلس سوریه کنونی بود، انتخاب شد. فیصل در ۱۹۲۰ پادشاهی عربی سوریه با پادشاهی فیصل یکم اعلام شد. اما متفقین این پادشاهی را به رسمیت نشناختند و در سال ۱۹۲۰، نیروهای فرانسه پس از نبرد میسلون، این کشور را به تصرف خود درآوردند و سوریه و لبنان با رأی جامعه ملل، تحت قیمومیت فرانسه قرار گرفتند. در سال ۱۹۲۶ لبنان از سوریه تجزیه و کشوری جداگانه شد. پس از مذاکرات طولانی در سال‌های ۱۹۳۰ و ۱۹۳۲ توافق‌هایی برای تأسیس سوریه خودمختار به‌عمل آمد. با سقوط فرانسه به دست آلمان در جنگ جهانی دوم سوریه تحت قیمومیت دولت فرانسه ویشی درآمد. در سال ۱۹۴۱م نیروهای انگلیس و فرانسه آزاد، سوریه را اشغال کردند. در همین سال سوریه استقلال خود را اعلام کرد و ژنرال کاترو، فرمانده نیروهای فرانسه آزاد استقلال و سپس تأسیس جمهوری سوریه را در شانزدهم سپتامبر ۱۹۴۱م اعلام کرد و تاج‌الدین الحسنی رئیس‌جمهور این کشور شد. با این وجود استقلال سوریه تا سال ۱۹۴۴ عملاً محقق نشد.
در سال ۱۹۶۷ پس از جنگ شش‌روزه، قسمتی از خاک سوریه - از جمله بلندی‌های جولان و بخشی از قنیطره - به تصرف اسرائیل درآمد. سرانجام در سال ۱۹۷۰ ارتشبد حافظ اسد با کودتایی قدرت را به دست گرفت و به ریاست جمهوری انتخاب شد.
در سال ۱۹۷۳م سوریه دوباره در جنگ اعراب و اسرائیل شرکت کرد و خسارات زیادی بر اسرائیل وارد آورد. در سال ۱۹۸۲ سوریه به‌دنبال هجوم صهیونیست‌ها به جنوب آن تا حدی درگیر نبرد لبنان بود. در حال حاضر ریاست جمهوری بر عهده بشار اسد فرزند حافظ اسد است. فرزند دیگر وی باسل اسد که همه مقدمات برای جانشینی او به قدرت آماده بود در یک سانحه کشته شد.

#### پایتخت
دمشق پایتخت سوریه است و این شهر را دروازه تاریخ می‌نامند و معروف است که این شهر که از کهن‌ترین شهرهای جهان می‌باشد، از ۸ تا ۱۰ هزار سال پیش از میلاد پیوسته محل سکونت انسان بوده است و به این دلیل آن را اولین پایتخت دنیا می‌نامند. دمشق شاهد پیدایش و گسترش کهن‌ترین تمدن‌های بشری‌است که در مشرق زمین به پا خاسته‌اند. این شهر در دوره‌های مختلفی پایتخت و مرکز حکومت سلسله‌ها و امپراتوری‌های مختلف بوده و پس از آنکه در سال ۶۳۶ میلادی پایتخت جهان اسلام شد، به مهم‌ترین شهر جهان اسلام مبدل شد و در مدت کوتاهی، پس از آن‌که مرکز خلافت امویان شد به اوج شکوفایی خود رسید، امویان که امپراتوریشان در حد فاصل سال‌های ۶۶۱ تا ۷۵۰ میلادی، از کوه‌های پیرنه در اروپا تا آسیای میانه و مرزهای چین گسترش یافت بزرگ‌ترین دولت تاریخ اسلام را ساختند. دمشق در تمام دوران‌ها جایگاهی ویژه داشته است زیرا در طول هزاران سال پایتخت و مرکز حکومت پادشاهان و امپراطوری‌های بزرگی بوده و در آن فرهنگ، هنر، ادبیات و دست‌آوردهای ملت‌های زیادی، شکل گرفت ومردان و زنان پرآوازه‌ای از تاریخ نگاران، دانشمندان، اندیشمندان، شاعران، ستاره‌شناسان، بزرگان دینی و پیامبران بسیاری از این خطه برخواستند و در مسیر گسترش و پیشرفت فرهنگ، دانش و دانایی و تبلیغ ادیان مختلف تلاش‌های فراوانی کردند و به این دلیل بود که دمشق به عنوان پایتخت فرهنگی جهان عرب در سال ۲۰۰۸ انتخاب گردید.

### سوریه در گذر تاریخ

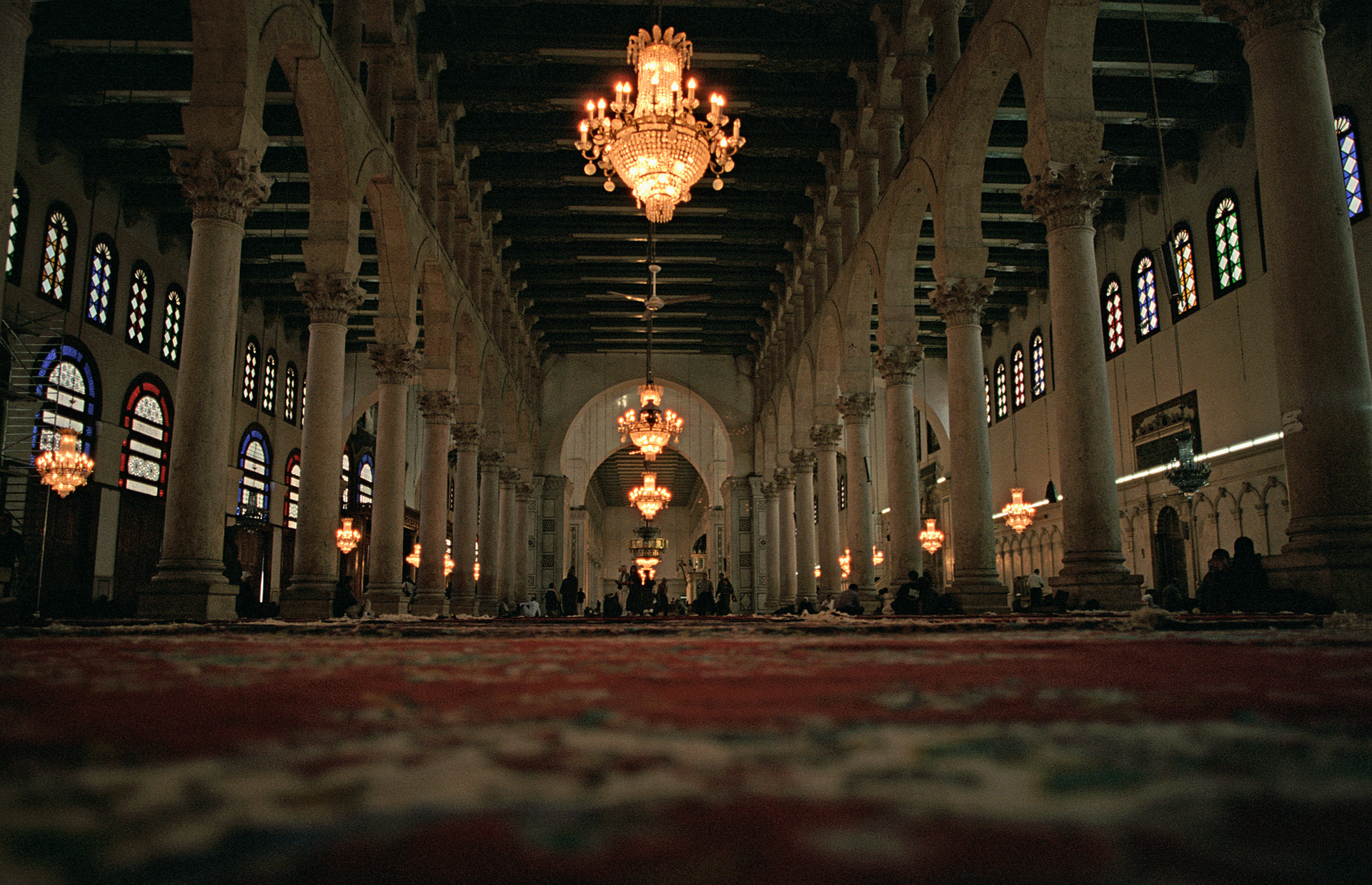
مسجد اموی، یادگار امویان - دمشق

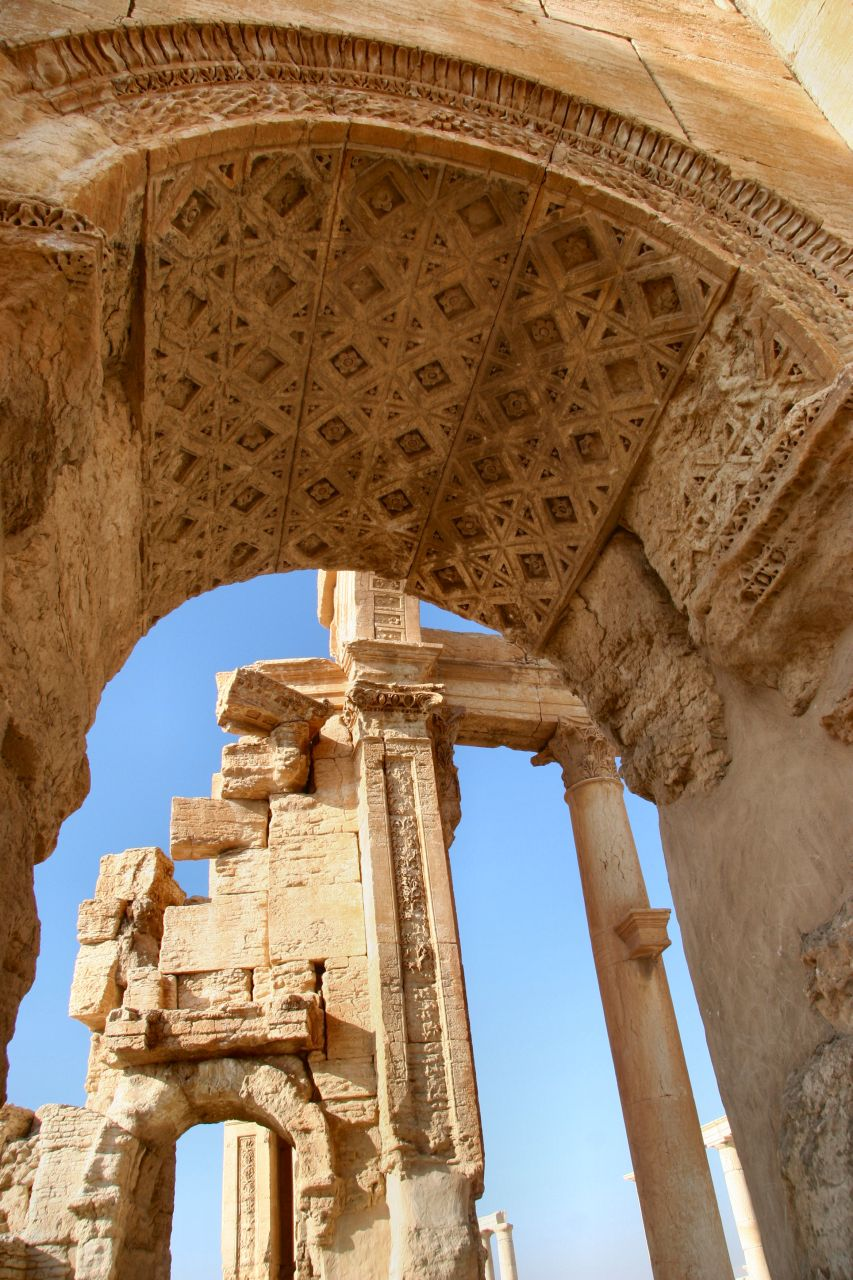
شهر رومی پالمیرا

| تمدن‌های قدیم سوریه و جزیره        | ۵۵۰۰ ق. م - ۳۰۰۰ ق. م |
| سومری‌ها (سرتاسر سوریه)            | ۲۱۳۰—۱۲۵۰ ق. م        |
| اکدی‌ها (شرق و شمال)               | ۲۲۵۰–۲۲۰۰ ق. م        |
| عموری‌ها                           | ۲۲۰۰–۱۸۸۰ ق. م        |
| بابلی‌ها (شرق سوریه)               | ۳۵۰۰ ق. م - ۲۶۵۰ ق. م |
| آرامی‌ها                           | ۱۸۰۰–۷۹۵ ق. م         |
| آشوری‌ها (مناطقی از شرق سوریه)     | ۱۰۵۰–۶۰۰ ق. م         |
| شاهنشاهی هخامنشی                  | ۵۵۰–۳۳۲ ق. م          |
| امپراتوری سلوکی                   | ۳۳۲–۶۳ ق. م           |
| شاهنشاهی ساسانی (عهد خسرو پرویز)  | ۶۰۲ –۶۲۹ م            |
| امپراتوری روم                     | ۶۳ ق. م- ۶۳۶ م        |
| خلفای راشدین                      | ۶۳۲–۶۶۱ م             |
| خلافت اموی                        | ۶۶۱–۷۵۰ م             |
| خلافت عباسی                       | ۷۵۰م-۱۲۵۸م            |
| سلطنت ایوبی                       | ۷۵۰–۱۲۵۸ م            |
| سلطنت ممالیک                      | ۱۲۶۰ ۱۵۱۷ م           |
| امپراتوری عثمانی                  | ۱۵۱۶–۱۹۱۸ م           |
| انگلیس و فرانسه                   | ۱۹۱۸–۱۹۲۰ م           |
| ملک فیصل                          | ۱۹۲۰–۱۹۲۱ م           |
| قیمومیت فرانسه بر سوریه           | ۱۹۲۰–۱۹۴۶م            |
| استقلال سوریه (جمهوری عربی سوریه) | ۱۹۴۶                  |

## جغرافیای سوریه

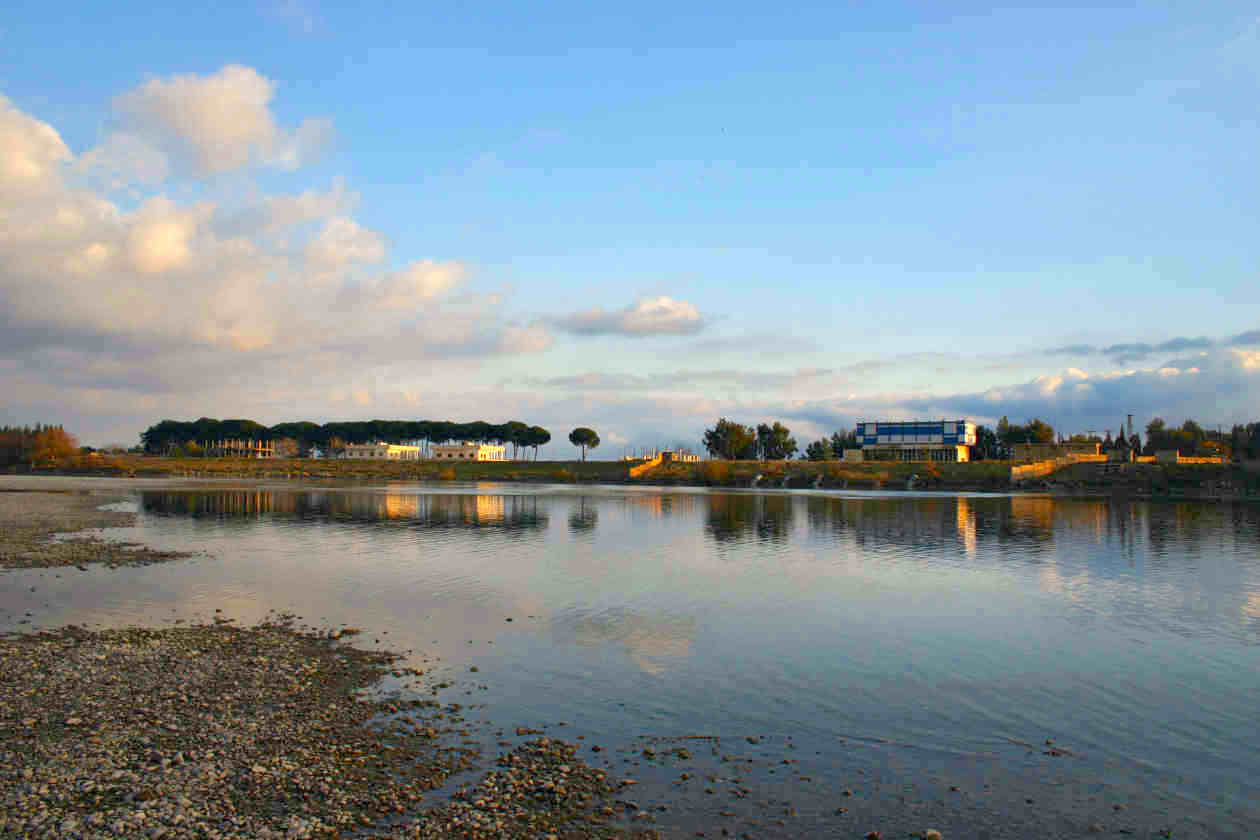
رودخانه فرات - شهر الرقه

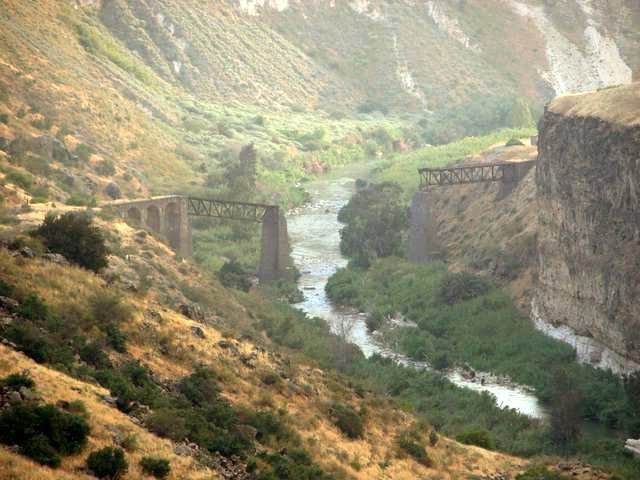
رودخانه الیرموک

سد فرات و دریاچه الاسد

سوریه با ۱۸۵٬۱۸۰ کیلومتر مربع وسعت در جنوب غربی قاره آسیا، کنار دریای مدیترانه و در همسایگی کشورهای ترکیه در شمال، عراق در شرق و جنوب شرقی، اردن در جنوب، اسرائیل در جنوب غربی و لبنان در غرب واقع شده است.
آب و هوای آن در کناره‌ها و نواحی جنوب غربی معتدل و مرطوب (مدیترانه‌ای)و در سایر نقاط گرم و خشک است. مرتفع‌ترین نقطه آن قله جبل شیخ با ۲۸۱۴ متر ارتفاع است. بندرهای مهم سوریه عبارت‌اند از لاذقیه، طرطوس و بانیاس که در کنار دریای مدیترانه واقع شده‌اند.

### رودخانه‌ها
سوریه در مقایسه با سایر کشورهای عربی، تعداد قابل توجهی رودخانه دارد که می‌توان دلیل آن را در فراوانی و تنوع زمین‌چهره‌ها نسبت داد. رود فرات مهم‌ترین رود سوریه به‌شمار می‌رود که از ترکیه وارد منطقه شمالی این کشور شده و در مسیر شرق از منطقه الجزیرة السوریه (الجزیرة الفراتیة) می‌گذرد و قبل از ترک سوریه استان‌های الرقه و دیرالزور را سیراب می‌کند. از نظر دولت رود فرات نقش اساسی در تأمین نیروی برق مورد نیاز کشور و آبیاری زمین‌های کشاورزی منطقه فرات را برعهده دارد به همین دلیل سدهای فراوانی در مسیر این رود بنا شده‌اند که مهم‌ترین آن‌ها سد فرات نام دارد. دریاچه تشکیل شده پشت این سد را دریاچه اسد می‌نامند.
مهم‌ترین رودخانه‌های سوریه عبارت‌اند از: فرات به‌طول ۶۷۵ کیلومتر، العاصی (بردی، رودخانه الیرموک) به‌طول ۴۷ کیلومتر، الخابور به‌طول ۴۶۰ کیلومتر، جغجغ به‌طول ۱۰۰ کیلومتر، البلیخ به‌طول ۱۰۵ کیلومتر، رودبزرگ شمالی به‌طول ۵۶ کیلومتر، الاعوج به‌طول ۶۶ کیلومتر، رودبزرگ جنوبی به‌طول ۵۰ کیلومتر، عفرین به‌طول ۸۵ کیلومتر، ساجور به‌طول ۴۸ کیلومتر، السیرانی به‌طول ۱۵ کیلومتر، بانیاس به‌طول ۱ کیلومتر، دجله به‌طول نزدیک به ۵۰ کیلومتر و همچنین رودخانه‌های قویق و العروس و…
ذکر این نکته ضروری می‌نماید که طول‌های ذکر شده برای رودخانه‌ها، طول آن‌ها در خاک کشور سوریه است و قبل و بعد از آن محاسبه نشده است.

### دریاچه‌ها
سوریه دارای تعداد فراوانی دریاچه است و بحیرة الاسد که بزرگ‌ترین و مهم‌ترین دریاچه سوریه است و بر روی رودخانه فرات و در پشت سد فرات در استان الرقة ایجاد شده است. سایر دریاچه‌های سوریه عبارت‌اند از دریاچه قطنیه بر روی رودخانه العاصی، دریاچه‌های المزیریب و البعث و ۱۷ نیسان بر رودی رودخانه عفرین، دریاچه ۶ تشرین بر روی رود بزرگ شمالی، دریاچه الطیبة در شهر درعا، دریاچه‌های الخاتونیة و مسعدة و بلوران و دریاچه‌های هفت‌گانه در لاذقیه و دریاچه‌های زرزر و الرستن و…

### کوه‌ها
به دلیل طبیعت کوهستانی سوریه، کوه‌ها و رشته کوه‌های زیادی در این کشور وجود دارند. از این رشته کوه‌ها می‌توان به کوه‌های ساحلی سوریه (به عربی: جبال الساحل السوری) که به نام جبل العلوین هم مشهورند، اشاره نمود همچنین جبل القلمون، جبل عبدالعزیز، جبل سیس، رشته کوه‌های تدمر (به عربی:سلسلة الجبال التدمریة)، جبل الحرمون (جبل‌الشیخ) که ارتفاع آن به ۲۸۱۴ متر از سطح دریا می‌رسد، جبل‌الدروز، جبل العرب، که ارتفاع بلندترین قله آن به ۱۸۰۳ متر از سطح دریا می‌رسد، جبل سمعان، جبل الحلو، جبل سمارة و جبل قاسیون از آن جمله‌اند

### فلات‌ها
تنوع و فراوانی زمین‌چهره‌ها در امتداد کوه‌ها و دره‌ها و جلگه‌ها تعدادی فلات مکمل رشته کوه‌ها، در شمال و شرق و جنوب سوریه به وجود آورده است به وجود آورده است که از آن‌ها می‌توان به فلات آتش‌فشانی حوران، فلات جولان (بلندی‌های جولان)، فلات ساحل و فلات حلب که پهنه وسیعی از شمال سوریه را دربر می‌گیرد، اشاره کرد.

## اقتصاد سوریه

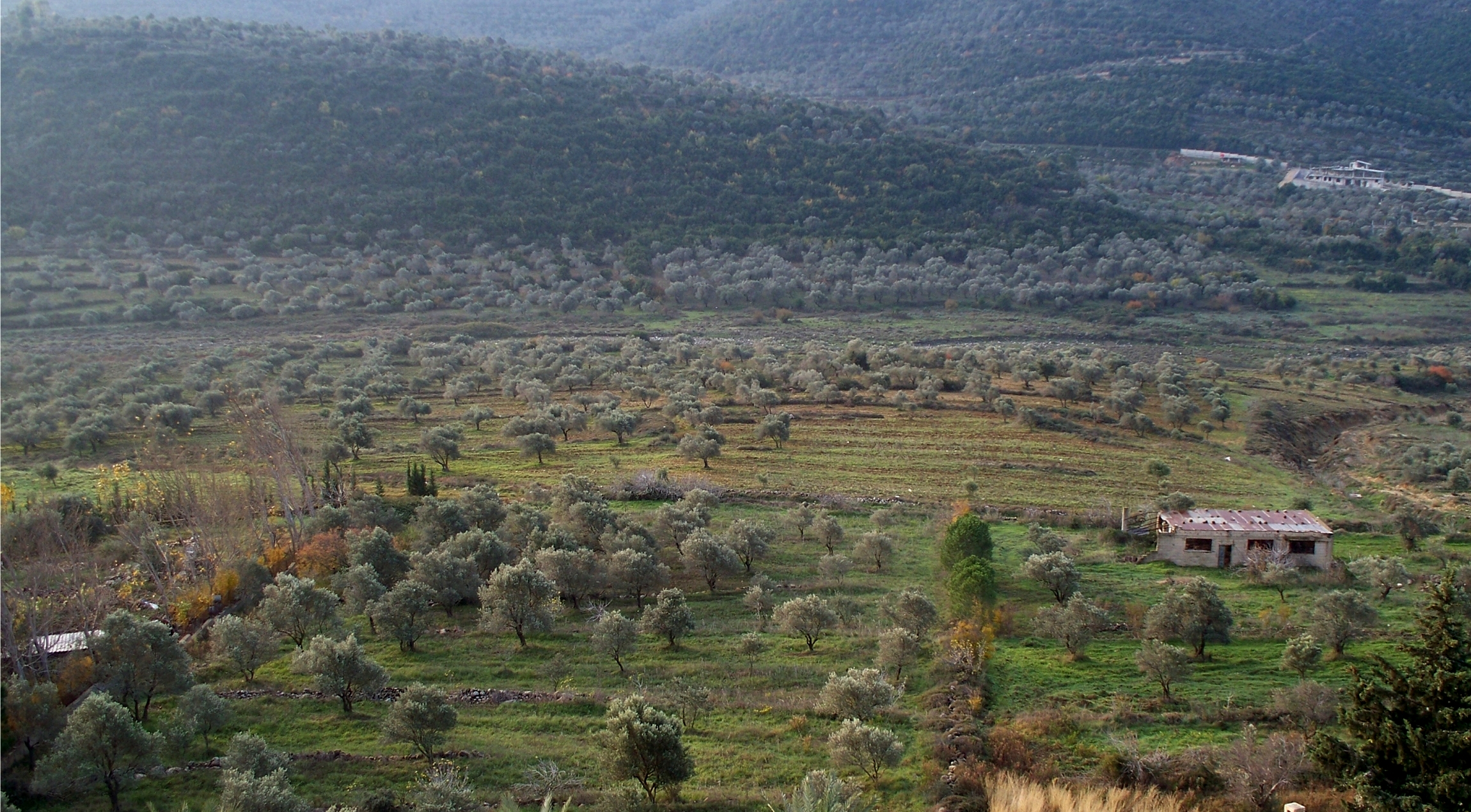
باغ زیتون در ولایت حمص

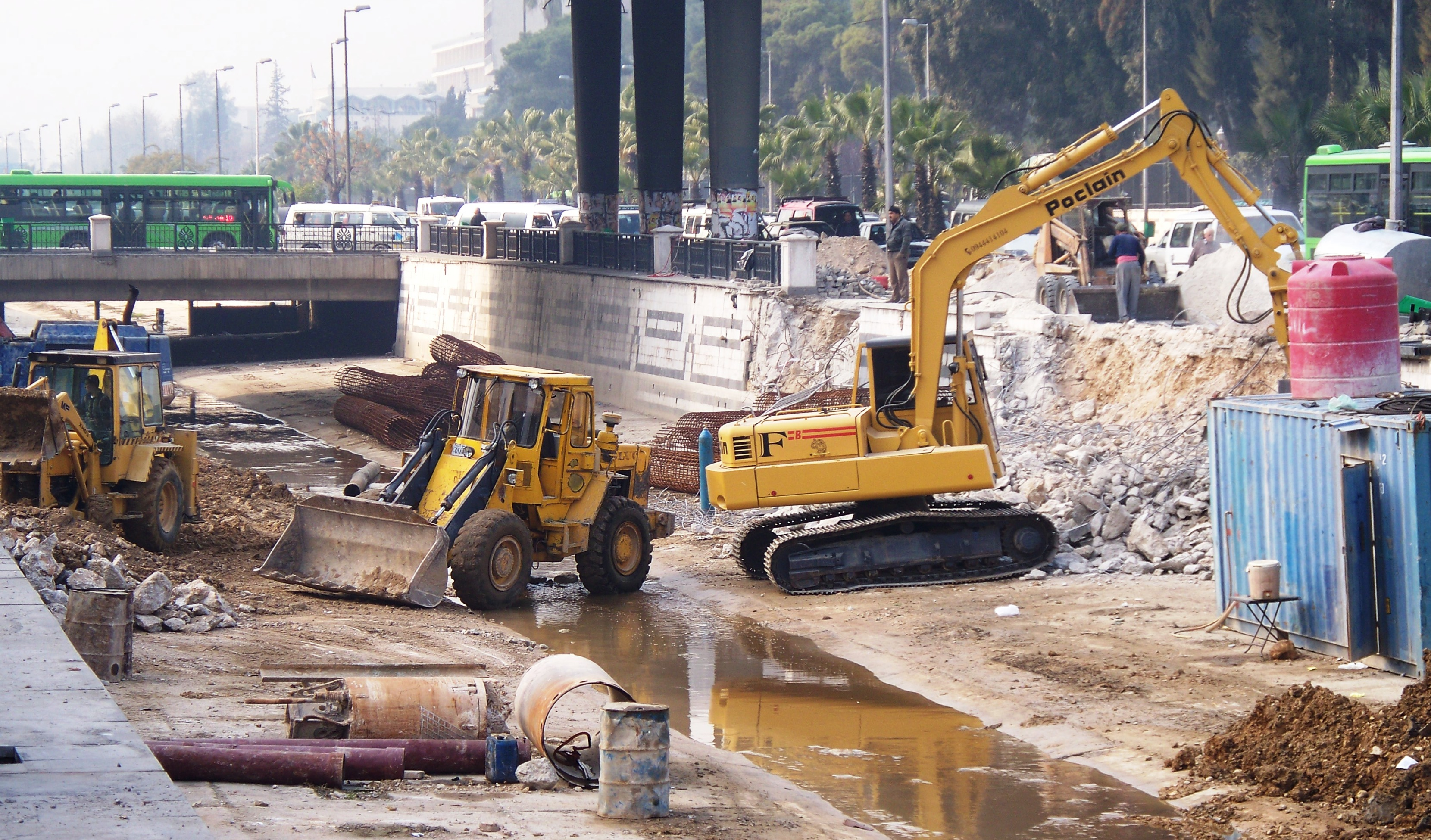
ساخت‌وساز در دمشق

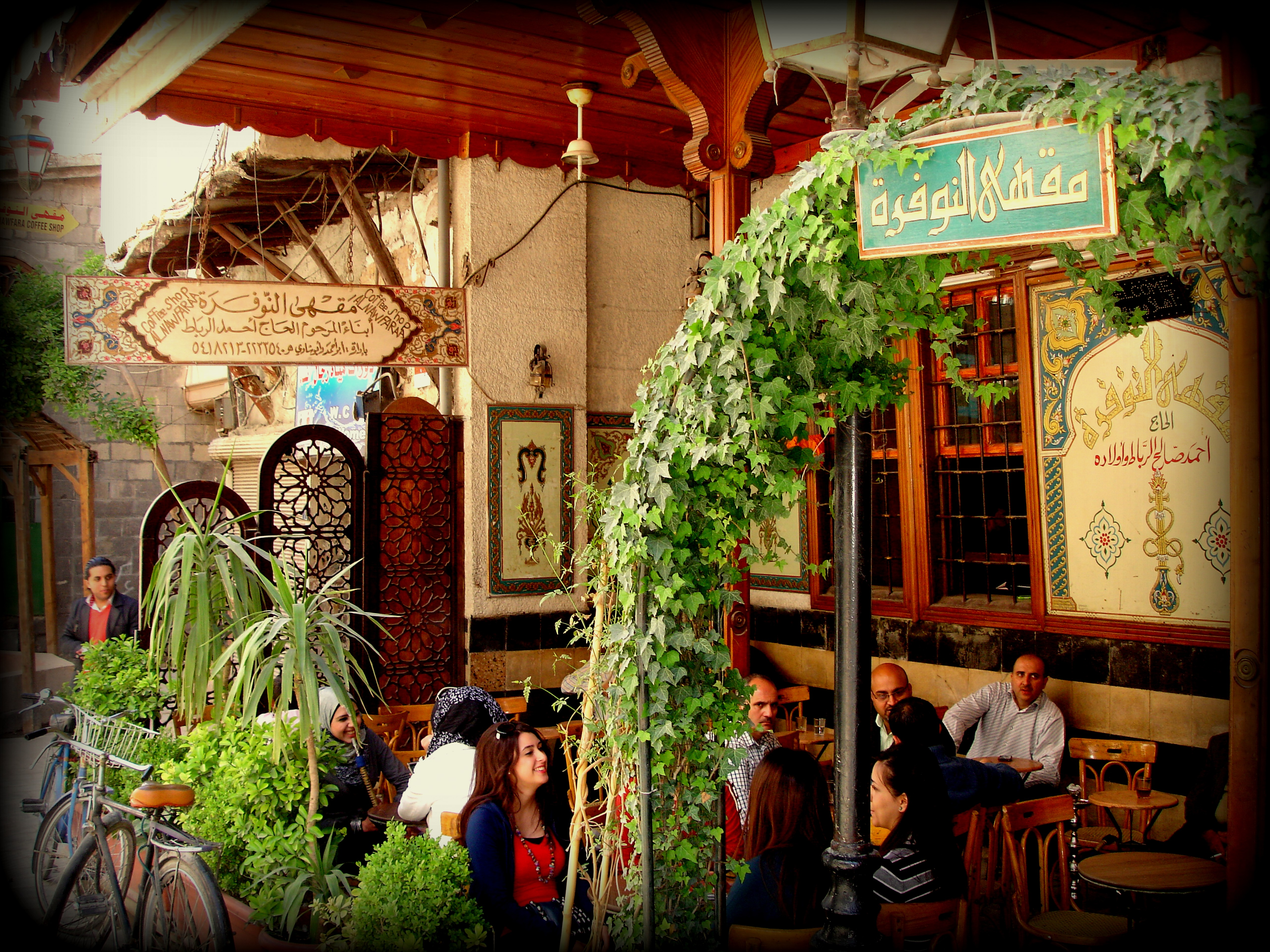
یک قهوه‌خانه قدیمی در دمشق

طبیعت متنوع سوریه، با دارا بودن کوه‌ها، دره‌ها، بیابان‌ها، رودخانه و دسترسی به آب‌های آزاد تأثیر شگرفی بر صنایع و کشاورزی این کشور گذاشته است. اقتصاد سوریه بر سه‌پایه صنایع، کشاورزی و تجارت بنا شده است و لازم است که صنعت نفت و گاز و همچنین صنعت گردشگری را نیز از یاد نبریم.
اقتصاد سوریه در دهه نود با بحران‌های فراوانی مواجه شد که می‌توانست آینده این کشور را تحت‌الشعاع قرار دهد و در یک نگاه اجمالی می‌توان آن‌ها را سه بند اصلی خلاصه کرد.
- نفت ذخیره‌ای فنا شدنی‌است و با توجه به نوسانات فراوان قیمت آن و روند کاهش ذخائر زیرزمینی، نمی‌توان به آن به عنوان منبع درآمد اصلی کشور نگریست.[۴۸]
- میانگین رشد جمعیت سوریه سالانه ۳٫۳٪ بوده که فراتر از میانگین جهانی‌است. این روند باعث افزایش نیروی جویای کار شده و کشور را به سرمایه‌گذاری‌های هنگفت برای آموزش، بهداشت و سیستم تأمین اجتماعی ناچار می‌سازد.
- گشایش تجاری که ناشی قرار گرفتن سوریه در منطقه آزاد تجاری کشورهای عربی یا ناشی از همکاری با اتحادیه اروپا یا پیوستن به سازمان تجارت جهانی، تأثیرات فراوانی بر صنایع سوریه خواهد گذاشت، زیرا بسیاری از کارخانجات و مراکز صنعتی سوریه به دلیل فعالیت تحت حمایت دولت، یارای ایستادگی در مقابل این گشایش زا نخواهند داشت.

با هدف مقابله با بحران‌ها احتمالی دولت سوریه برنامه‌ای در ۵ بند کلی تهیه نمود.
- پیوند صادرات و واردات و تشویق صادرکنندگان سوری و همچنین ذخیره ۷۵٪ از درآمدهای از ارزی صادرات جهت واردات مجدد.
- کاهش تعرفه‌های گمرکی بر بسیاری از مواد غذایی و صنعتی در مقایسه با گذشته.
- تصویب قانون مهاجرین در سال ۱۹۹۰ که به سوری‌های مهاجر اجازه واردات خودرو و وسایل منزل و ادوات صنعتی با هدف سرمایه گزاری در بخش صنعت و کشاورزی، می‌داد.
- تصویب قانون سرمایه‌گذاری در سال ۱۹۹۱ که به بخش خصوصی داخلی و خارجی اجازه می‌داد که در بخش‌های صنعتی، کشاورزی و خدماتی سرمایه‌گذاری کند. همچنین مزایای و بخشش‌های مالیاتی فراوانی برای بخش خصوصی در نظر گرفته شده و نقش مهمی در تولید و عرضه به این بخش داده شد در حالی که پیش از این بیش از ۸۰٪ بازار و اقتصاد سوریه در اختیار دولت بود.
- اعطای اجازه به شهروندان سوری جهت افتتاح حساب با ارزهای بیگانه و لغو ممنوعیت خرید و فروش به وسیله ارزهای خارجی

### بورس اوراق بهادار دمشق
در سال ۲۰۰۶ بشار اسد رئیس‌جمهور سوریه فرمانی تحت عنوان فرمان ۵۵ صادر کرد که در واقع دستور راه‌اندازی بورس اوراق بهادار را در سوریه بود. این بورس به نام بورس اوراق بهادار دمشق معروف شد. وضعیت این بورس پس از درگیری‌های داخلی بسیار نامساعد است.

### کشاورزی
کشاورزی یکی از پایه‌های اصلی اقتصاد سوریه محسوب می‌شود. بر اساس گزارش سازمان غذا و کشاورزی ملل متحد «۴۶ درصد از مردم سوریه برای زندگی وابسته به کشاورزی هستند». طبیعت متنوع و گسترده سوریه از جمله زمین‌های ساحلی و حاصل‌خیز که منجر به ایجاد بخش‌های مختلف کشاورزی شده است، این بخش را یکی از مهم‌ترین ستون‌های توسعه اقتصادی سوریه به‌شمار مبدل کرده است.
میوه و دانه‌های خوراکی علی‌الخصوص گندم که در شمال شرقی سوریه و در شهرهای حسکه و قامشلی کشت می‌شوند، از مهم‌ترین محصولات کشاورزی این کشور می‌باشند. این دو شهر به همراه مناطقی از جنوب سوریه و منطقه فرات دارای جایگاه اول از نظر کیفیت و حجم تولید گندم را دارا می‌باشند. در تولید پنبه نیز سوریه جایگاهی در خور توجهی دارد. این کشور تنها کشور عربی صادرکننده پنبه به کشورهای عربی و سایر کشورهای جهان می‌باشد و پنبه این کشور از مرغوب‌ترین پنبه‌های جهان محسوب می‌شود. در رده‌بندی جهانی نیز سوریه دارای رتبه دهم دنیا در کشت وتولید و رتبه ششم دنیا در صادرات این محصول می‌باشد.

### نفت و گاز و فلزات
از دیگر ستون‌های اقتصاد سوریه می‌توان به نفت اشاره نمود. این کشور سالانه ۳۳۳ هزار بشکه به ارزش تقریبی ۳ میلیارد یورو استخراج و از طریق خط لوله به حمص ارسال می‌کند از این مقدار ۱۸۹ هزار بشکه پالایش و مابقی از طریق بندرها سوریه در دریای مدیترانه صادر می‌شود.
این کشور به دارا بودن نوع خاصی از نفت سبک. و همچنین استخراج فسفات معروف است. از دیگر صنایعی که برای آن آینده‌ای روشن پیش‌بینی می‌شود، گاز طبیعی‌است که چندی پیش میدان‌های گازی عظیمی در مناطق مختلف و علی‌الخصوص در نزدیکی شهر دیرالزور کشف شد و این می‌تواند به شکوفایی هرچه بیشتر اقتصاد سوریه کمک کند همچنین عملیات اکتشافی جدید نشان از یافت شدن میدان جدیدی از نفت سبک در شهر لاذقیه دارد.

### صنعت
صنعت بخش مهمی از اقتصاد سوریه را تشکیل می‌دهد. از این صنایع می‌توان نساجی و انواع صنایع غذایی علی‌الخصوص شیرینی پزی اشاره کرد.
سوریه پیشگام کشورهای عربی از نظر صنایع است، زیرا صنایع مدرن روز به روز در شهرهای مختلف سوریه رو به گسترش بوده و صنایع تبدیلی و مهندسی و ساخت لوازم الکتریکی خانگی مانند یخچال، اجاق گاز، ماشین لباس‌شویی، جارو برقی، مایکروفر و همچنین دستگاه‌های الکترونیکی مانند تلویزیون، سیستم‌های صوتی، تلفن، گیرنده‌های ماهواره‌ای (رسیور) و صنایع شیمیایی مانند تولید مواد شوینده و صنایع تولید کابل‌های فشار قوی و فشار متوسط و صنایع ماشین‌سازی و تراکتورسازی ساخت تجهیزات کشاورزی و راه‌سازی و صنایع پوشاک و کاغذسازی از آن جمله‌اند.
- صنعت خودروسازی

سوریه از طریق همکاری با شرکت‌های خودروسازی ایران وارد صنعت خودروسازی گردید. ایران و سوریه طی توافقی دوجانبه اقدام به تأسیس شرکت ایرانی سوری سیامکو نمودند که سهم ایران ۴۰٪ سهم سوریه ۶۰٪ می‌باشد. اولین تولید این کارخانه ماشینی به نام Sham (سمند) بود. این کارخانه اولین خط تولید کامل خودرو در سوریه بود و با همکاری جمهوری اسلامی ایران راه‌اندازی شد که گام بلندی در راستای پیشرفت صنعت خودروسازی برای تأمین نیاز داخلی و حتی خارجی در سوریه به‌شمار می‌رود. همچنین در سوریه کارخانه‌ای برای تولید پراید ساخته شد و این ماشین اینک با نام سابادر آن کشور ساخته می‌شود. از دهه‌های پیش در سوریه شرکت‌های فراوانی که بنحوی با صنعت خودروسازی در ارتباط بوده‌اند، فعالیت می‌کنند، این شرکت‌ها اقدام به مونتاژ برخی از خودروها همچنین اتوبوس و مینی‌بوس W-K و ساخت قطعات بدنه و قطعات کامیون وسایر لوازم یدکی همچنین تولید لوازم لوکس ماشین می‌نمایند. منطقه الراموسة در شهر حلب از معروف‌ترین مناطق مونتاژ در سطح خاورمیانه است.

### حمل و نقل دریایی

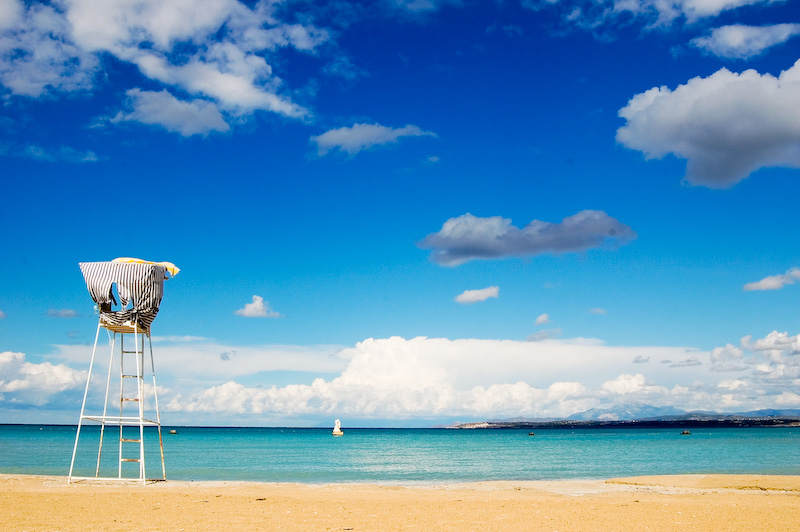
سواحل لاذقیه

سوریه از طریق بندرها خود بر دریای مدیترانه سالانه میلیون‌ها دلار از این طریق کسب می‌کند. مهم‌ترین بندرها سوریه عبارت‌اند از:
- بندر لاذقیه
- بندر جبله
- بندر طرطوس
- بندر ارواد
- بندر بانیاس

## تقسیمات کشوری
کشور سوریه دارای چهارده استان است. پایتخت سوریه یعنی شهر دمشق نیز به عنوان یک استان در نظر گرفته شده است، به این معنی که شهر دمشق یکی از این چهارده استان است. نقشه زیر موقعیت هر یک از چهارده استان سوریه را نشان می‌دهد. در جدول قابل مشاهده در کنار این نقشه، جمعیت هر استان و جمعیت مرکز هر استان ذکر شده است.
| رديف | نام استان | جمعيت استان | نام مرکز استان | جمعيت مرکز استان | نمايه |
| ---- | --------- | ----------- | -------------- | ---------------- | ----- |
| ۱    | حلب       | ۴٬۳۹۳٬۰۰۰   | حلب            | ۲٬۷۰۰٬۰۰۰        |       |
| ۲    | دمشق      | ۱٬۷۱۱٬۰۰۰   | دمشق           | ۱٬۷۱۱٬۰۰۰        |       |
| ۳    | ریف دمشق  | ۲٬۸۳۶٬۰۰۰   |                |                  |       |
| ۴    | حمص       | ۱٬۸۰۳٬۰۰۰   | حمص            | ۷۵۰٬۵۰۱          |       |
| ۵    | لاذقیه    | ۱٬۰۰۰٬۰۰۰   | لاذقیه         | ۴۲۴٬۰۰۰          |       |
| ۶    | حماة      | ۲٬۰۵۲٬۰۰۰   | حما            | ۷۲۵٬۰۰۰          |       |
| ۷    | طرطوس     | ۸۰۰٬۰۰۰     | طرطوس          | ۱۶۲٬۹۸۰          |       |
| ۸    | رقه       | ۹۲۱٬۰۰۰     | رقه            | ۱۸۸٬۰۰۰          |       |
| ۹    | دیرالزور  | ۱٬۲۳۹٬۰۰۰   | دیرالزور       | ۲۳۹٬۱۹۶          |       |
| ۱۰   | سویداء    | ۷۷۰٬۰۰۰     | سویدا          | ۲۱۲٬۴۶۳          |       |
| ۱۱   | حسکه      | ۱٬۵۱۲٬۰۰۰   | حسکه           | ۲۵۱٬۵۷۰          |       |
| ۱۲   | درعا      | ۱٬۰۲۷٬۰۰۰   | درعا           | ۱۴۶٬۴۸۱          |       |
| ۱۳   | ادلب      | ۱٬۵۰۰٬۰۰۰   | ادلب           | ۱۶۵٬۰۰۰          |       |
| ۱۴   | قنیطره    | ۹۰٬۰۰۰      | قنیطره         | ۴٬۳۱۸            |       |

- استان هاتای که اکنون جزو خاک ترکیه است در نقشه‌های منتشر شده توسط دولت سوریه هنوز جزو خاک سوریه به‌شمار می‌رود.
- حدود ۸۰ درصد مساحت استان قنیطره از هنگام جنگ شش‌روزه تاکنون در تصرف اسرائیل است.

## جمعیت‌شناسی
اطلاعات جمعیتی سوریه بر اساس نسخه سال ۲۰۰۹ کتاب حقایق جهان سازمان سیا به این شرح است:
| جمعیت                  | ۲۲٬۰۷۸٬۱۰۰ نفر |

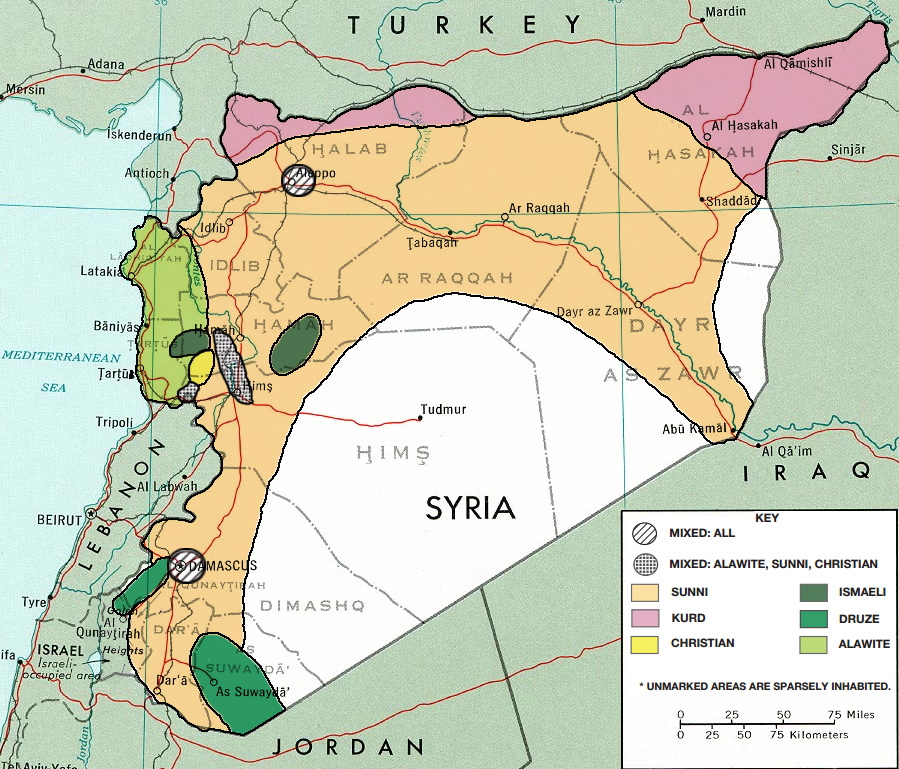
نقشه ترکیب قومیتی سوریه

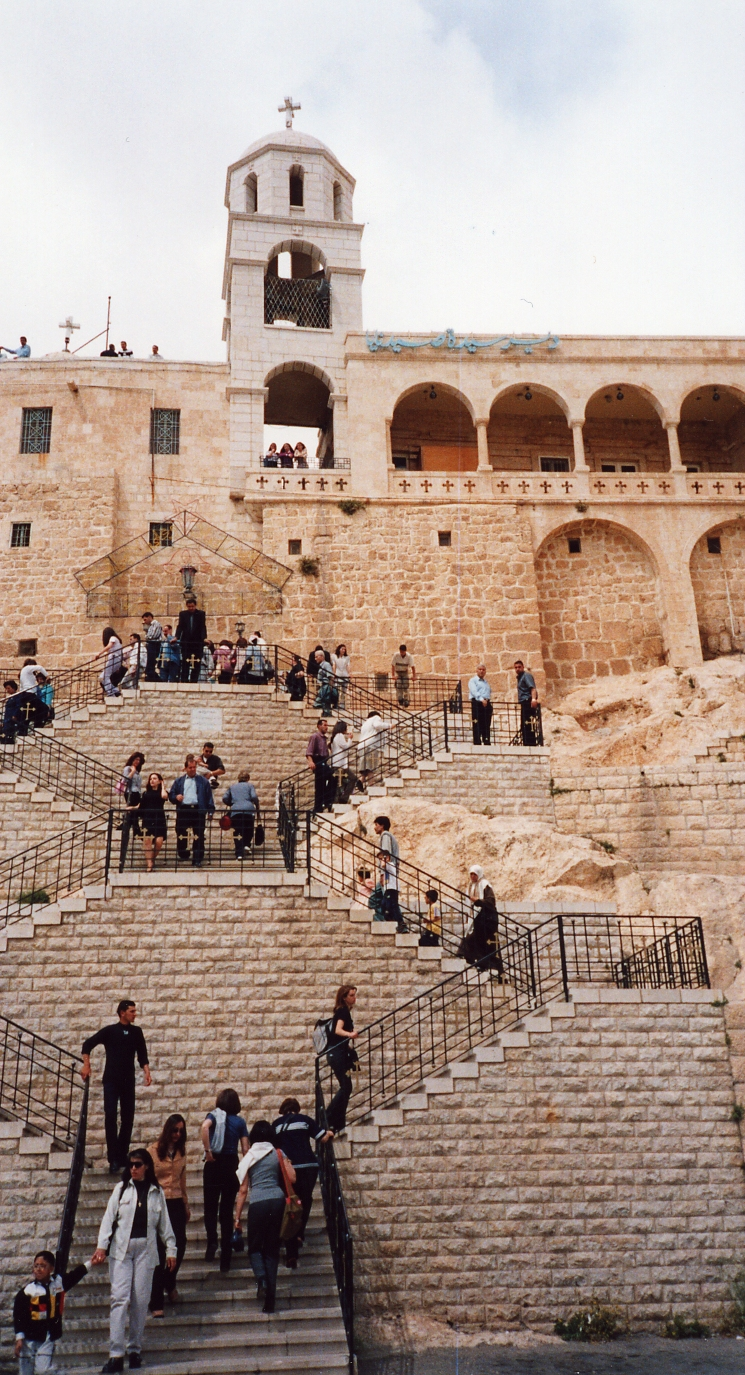
کلیسای حضرت مریم - صیدنایا

| ساختار سنی             | - ۰ تا ۱۴ سال:۳۵٫۹٪ ۳٬۷۲۴٬۷۷۰ نفر مرد ۳٬۵۱۰٬۱۸۲ نفر زن - ۱۵ تا ۶۴ سال:۶۰٫۸٪ ۶٬۲۸۵٬۸۶۶ نفر مرد ۵٬۹۸۰٬۰۲۹ نفر زن - ۶۵ سال به بالا: ۳٫۴٪ ۳۱۸٬۶۴۶ نفر مرد ۳۵۸٬۹۹۲ نفر زن                             |
| شاخص رشد سالانه جمعیت  | ۲٫۱۲۹٪ |
| شاخص زادو ولد          | ۲۵٫۹ تولد/۱٬۰۰۰ |
| شاخص مرگ و میر         | ۴٫۶۱ مرگ/۱٬۰۰۰ |
| نسبت جنسیتی            | - نوزادان: ۱٫۰۶ پسر به ازای هر دختر - زیر ۱۵ سال: ۱٫۰۶ پسر به ازای هر دختر - ۱۵ تا ۶۴ سال: ۱٫۰۵ پسر به ازای هر دختر - ۶۵ سال به بالا: ۰٫۸۹ پسر به ازای هر دختر - مجموع: ۱٫۰۵ پسر به ازای هر دختر |
| شاخص مرگ و میر نوزادان | ۲۵٫۸۷ مرگ / هر ۱۰۰۰ تولد |
| میانگین طول عمر        | - مجموع: ۷۱٫۱۹ سال - مردان: ۶۹٫۸ سال - زنان: ۷۲٫۶ سال |
| شاخص زاد وولد مادران   | ۳٫۲ کودک/ مادر |
| ملیت                   | سوری |
| گروه‌های قومی           | - عرب ۹۰٫۳٪ - سایر (کرد، ترکمن، ارمنی و…): ۹٫۷٪ |
| ادیان                  | - مسلمانان سنی ۷۴٪ - علوی‌ها، شیعیان و اسماعیلیان ۱۳٪ - مسیحیان ۱۰٪ - دروزی‌ها و سایر مذاهب ۳٪ |
| زبان                   | - عربی (رسمی) - کردی - ترکی - چرکسی - فرانسوی - انگلیسی - آرامی جدید - ارمنی |
| سواد                   | - تعریف با سواد: فرد بالای ۷ سال که توانایی خواندن و نوشتن دارد. - در صد باسوادی: ۷۹٫۶٪ - باسوادی در مردان: ۸۶٪ - با سوادی در زنان: ۷۳٫۶٪                                                        |

### مردم

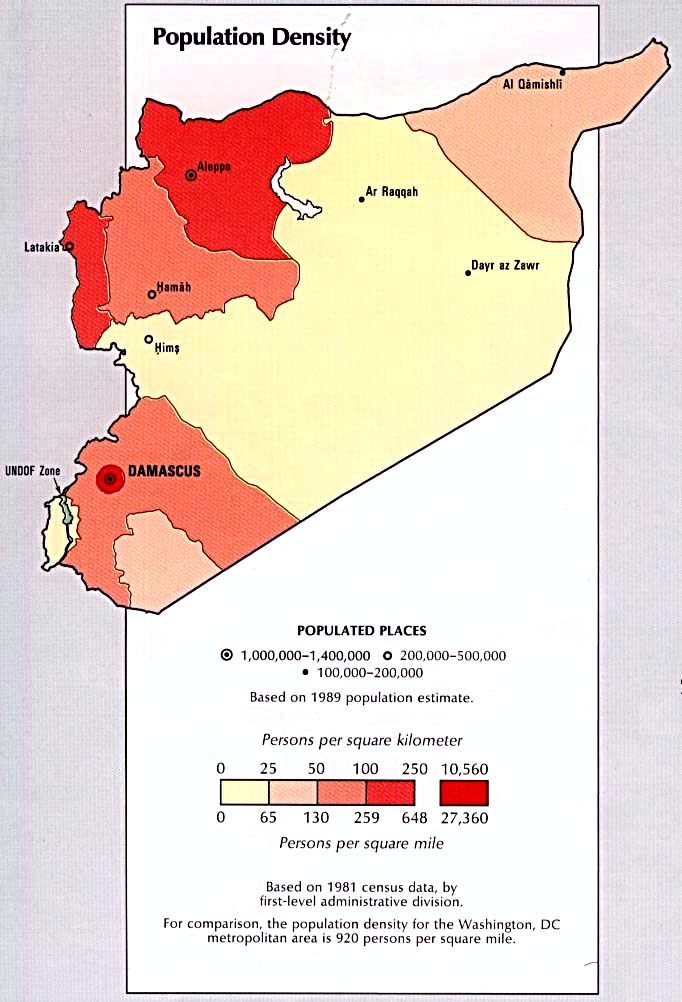
تراکم جمعیت سوریه - ۱۹۹۳

سوریه کشوری متشکل از گروه‌های نژادی و قومیت‌های گوناگون است که بر اساس اعلام بانک جهانی در سال ۲۰۱۷ جمعیت آن برابر با ۱۸٬۲۷۰٬۰۰۰ نفر می‌باشد. در این کشور عرب‌ها ۹۰٫۳٪ جمعیت کشور را تشکیل می‌دهند و سایر اقلیت‌های قومی از جمله سریانی که بومیان آن سرزمین هستند، کردها، ترک‌ها و ارمنی‌ها ۹٫۷٪ باقی‌مانده جمعیت را تشکیل می‌دهند. تراکم جمعیتی در سوریه از میانگین جهانی بیشتر است.
بیش از ۱۸ میلیون سوری در سایر کشورها خصوصاً کشورهای اروپایی، آمریکای جنوبی، آمریکای شمالی، آمریکای مرکزی و استرالیا زندگی می‌کنند.
جمعیت شهرنشین سوریه در سال ۲۰۰۶ میلادی برابر با ۵۳٪ از کل جمعیت سوریه تخمین زده شده است. سوریه همچنین پذیرای گروه‌های زیادی از پناه‌جویان، در طی یک قرن اخیر بوده است که از این میان می‌توان به پناه‌جویان فلسطینی بعد از جنگ ۱۹۴۸و پناه‌جویان لبنانی بعد از جنگ داخلی لبنان اشاره کرد. پناه‌جویان فلسطینی خود به تنهایی نزدیک به ۴۵۰٬۰۰۰ نفر جمعیت دارند که در چند اردوگاه زندگی می‌کنند. مهم‌ترین این اردوگاه‌ها، اردوگاه یرموک نام دارد.

### مذهب
پیروان ادیان گوناگونی در سوریه زندگی می‌کنند. ۷۴٪ مردم سوریه سنی مذهب و ۱۳٪ شیعه، علوی و اسماعیلی هستند. مسیحیان نیز حدود ۱۰٪ جمعیت سوریه را تشکیل می‌دهند. ۳٪ باقی‌مانده از پیروان سایر ادیان مانند دروزیها و یزیدیان می‌باشد. البته تعداد بسیار اندکی یهودی نیز در سوریه زندگی می‌کنند.
| دین در سوریه               | دین در سوریه               | دین در سوریه | دین در سوریه | دین در سوریه |
| -------------------------- | -------------------------- | ------------ | ------------ | ------------ |
| دین                        | دین                        |              | درصد         | درصد         |
| اهل تسنن                   | اهل تسنن                   |              | ۷۴٪          | ۷۴٪          |
| شیعیان، علویان، اسماعیلیان | شیعیان، علویان، اسماعیلیان |              | ۱۳٪          | ۱۳٪          |
| مسیحیان                    | مسیحیان                    |              | ۱۰٪          | ۱۰٪          |
| دروز، یزیدیان              | دروز، یزیدیان              |              | ۳٪           | ۳٪           |

آنچه سوریه را از نظر جمعیت‌شناسی دینی متمایز می‌کند تمرکز گروه‌های دینی در مناطق مختلف جغرافیایی‌است؛ مسیحیان این کشور عمدتاً در دمشق، حلب و شهرک‌هایی در لاذقیه، حمص و درعا و همچنین در حسکه در شمال شرق آن کشور ساکن می‌باشند. جامعه مسیحیان سوریه از بزرگ‌ترین جوامع مسیحی منطقهٔ خاورمیانه و یکی از قدیمی‌ترین جوامع مُنسجم مسیحی از لحاظ تاریخی در سراسر دنیاست. اکثریت جامعه مسیحیان سوریه از باورمندان به کلیسای ارتدوکس شرقی محسوب می‌شوند.
بیش از ۹۰٪ علویان سوریه در استان‌های لاذقیه و طرطوس زندگی می‌کنند. بیش از ۸۰٪ از ساکنان مناطق روستایی استان لاذقیه را علویان تشکیل می‌دهند. سهم دروزیها از ساکنان منطقه جبل العرب در استان سویدا بیش از ۹۰٪ است. دروزیها اکثریت مطلق را در ۱۲۰ روستای استان سویدا در اختیار دارند. شیعیان جعفری در منطقه‌ای بین حمص و حلب متمرکز شده‌اند و ۱۵٪ ساکنان استان حماه را تشکیل می‌دهند. اسماعیلی‌ها نیز در منطقه السلمیه در استان حماه سکنی گزیده‌اند، البته بیش از ۱۰۰۰۰ اسماعیلی نیز در استان لاذقیه زندگی می‌کنند. سایر شیعیان سوریه نیز در شهر حلب ساکن هستند.
مردم سوریه از نظر قومیتی به دو دسته اصلی عرب و کرد تقسیم می‌شوند. طبق گفته وزارت خارجه آمریکا حدود ۹۰٪ مردم سوریه از اعراب هستند. ۹ درصد را کردها و یک درصد باقی‌مانده از چرکسها و ارمنی‌ها و اقوام دیگر می‌باشند. سازمان ملل متحد، جمعیت کردهای سوریه را حدود ۱۸٪ جمعیت سوریه و نهادهای نزدیک به حزب کارگران کردستان، این جمعیت را بیش از ۴ میلیون نفر یعنی ۲۵٪اعلام کرده‌اند. کردها در استان حسکه ونوار شمالی کشور در شهرهای کوبانی، جربلس، عفرین… قرار گرفته‌اند.
اعراب سنی در چهار استان سوریه در اکثریت نیستند زیرا اکثریت جمعیتی در استان‌های لاذقیه و طرطوس در اختیار علویان قرار دارد. در استان سویدا نیز دروزی‌ها اکثریت مطلق را دارند و در استان حسکه اکثریت در اختیار کردهاست.

## جاذبه‌های گردشگری
- مسجد اموی دمشق یکی از مسجدهای مهم سوریه بوده که در قسمت قدیمی شهر دمشق قرار دارد این مسجد دارای قدمتی بیش از ۱۴۰۰ سال است که توسط ولید بن عبدالملک خلیفه ششم اموی بر بنای یک کلیسا که در آن قبر یحیی بود ساخته شد. مسجد اموی دمش دارای مناره‌هایی زیبا است که به مناره سفید معروف هستند.
- قلعه حلب، از قدیمی‌ترین و مهم‌ترین بخش‌های این شهر جهانی به‌شمار می‌رود. مکانی که این قلعه قرار دارد، از قبل اسلام محل نیایش و عبادت بوده است. این قلعه در سال ۲۰۱۷ و بعد از آزادسازی حلب در جنگ سوریه بازسازی و بازگشایی شد.
- پالمیرا نام شهری باستانی در استان حُمص سوریه و در ۲۱۰ کیلومتری دمشق است. این شهر باستانی که به «مروارید صحرا» معروف است، یکی از مهم‌ترین ویرانه‌های تاریخی جهان و یکی از آثار ثبت شدهٔ سوریه است که در فهرست میراث جهانی یونسکو قرار دارد. قدمت بخش اعظم ویرانه‌های پالمیرا به سده‌های یکم و دوم میلادی بازمی‌گردد. این محوطه حاوی بیش از هزار ستون و یک گورستان عظیم شامل بیش از ۵۰۰ مقبره است. تا پیش از جنگ داخلی سوریه هر سال بیش از ۱۵۰ هزار جهانگرد از پالمیرا بازدید می‌کردند.
- شهر دورا اروپوس، که در روستای صالحیه و در مرز بین سوریه و عراق قرار دارد. دورا به معنی دژها و یک واژهٔ سامی است. دورانیکاتوریس نام دیگر این شهر باستانی است که دژ نیکاتور معنا می‌شود. این شهر با طرح شطرنجی شبکه‌بندی، از ۱۱ خیابان طولی و ۱۱ خیابان عرضی تشکیل شده بود. تعداد ۱۰۰ ساختمان مختلف در آن وجود داشت. بازار، میدان اصلی و ارگ در مرکز شهر بودند. حمام‌های عمومی، آمفی تئاتر، نیایشگاه‌های متعدد مانند آرتمیس، آرتاگاتیس، آفیه، زئوس، معبد مهر و کنیسه از جمله بناهای این شهر تاریخی هستند.
- قلعه صلاح الدین ایوبی، از قلعه‌های تاریخی و دیدنی سوریه است که صلاح‌الدین ایوبی آن را ساخته است و در ۳۰ کلیومتری شرق بندر لاذقیه قرار دارد. این قلعه از پایگاه‌های نظامی مسلمانان در جنگ‌های صلیبی به‌شمار می‌رود و در فهرست میراث جهانی یونسکو به ثبت رسیده است.

## سیاست
کشور سوریه دارای بافتی از اقلیت‌های علوی و مسیحی و اکثریتی سنی مذهب است. در تاریخ سوریه کشمکش و کشتارهای فرقه‌ای دیرینه‌ای وجود داشته است. خاندان اسد از اقلیت علوی هستند. علوی‌ها، بالاترین سمت‌ها را در دولت و سرویس‌های امنیتی و نظامی سوریه تا پیش از سقوط دولت بشار اسد در اختیار داشته‌اند.

### روابط ایران و سوریه

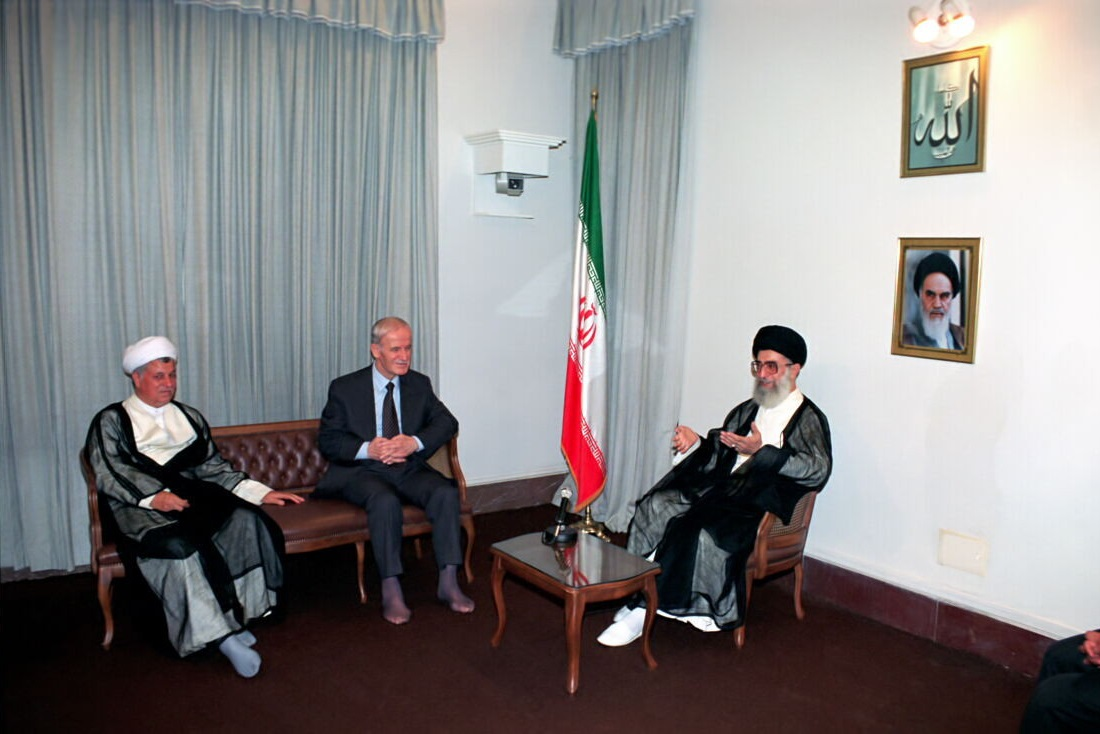
حافظ اسد رئیس‌جمهور پیشین سوریه به همراه خامنه‌ای و رفسنجانی

جمهوری اسلامی و سوریه از سال‌های دور خصوصاً از زمان ریاست جمهوری حافظ اسد پدر بشار اسد، رئیس‌جمهور مخلوع سوریه روابط بسیار خوبی داشته‌اند. در جنگ ایران و عراق سوریه تنها کشور عربی بود که از ایران حمایت و پشتیبانی کرد. جمهوری اسلامی نیز در جنگ داخلی سوریه و نیز در جنگ با داعش کمک‌های بسیاری به رژیم بشار اسد نمود.
جمهوری اسلامی معمولاً به صورت نظامی، اقتصادی و حتی راهبردی به سوریه کمک نموده است؛ برای مثال گزارشی در سال ۲۰۱۵ مبنی بر پرداخت ۴٫۲ میلیارد دلاری ایران به سوریه جهت کمک به بشار اسد منتشر شده است.
با سقوط رژیم اسد، روابط ایران و سوریه پایان یافت و معلوم نیست چه زمانی و چگونه روابط دو کشور دوباره برقرار می‌شود.

## تحریم‌ها
- در تاریخ ۲۳ مه ۲۰۱۱ میلادی، وزیران خارجه کشورهای عضو اتحادیه اروپا، رئیس‌جمهور بشار اسد و ۹ شخصیت ارشد حکومت سوریه را به فهرست افراد تحریمی این کشور افزودند. اتحادیه اروپا حدود دو هفته پیش در مورد بلوکه کردن دارایی‌ها و ممنوعیت سفر ۱۳ مقام عالی‌رتبه سوری از جمله رئیس‌جمهور بشار اسد، که متهم به دست‌داشتن در کشتار و سرکوب معترضان سوری هستند.
- کشورهای اتحادیه اروپا روز دوشنبه ۴ فوریه ۲۰۱۹ وزیر کشور و شش وزیر جدید دولت بشار اسد را به لیست تحریم‌های خود اضافه کردند، این اقدام بخاطر آنچه که نقش آن‌ها در «سرکوب وحشیانه» شهروندان غیرنظامی توسط بشار اسد ادعا می‌شود، می‌باشد. با افزوده شدن این اسامی در حال حاضر ۲۷۷ نفر در این لیست وجود دارند.[۷۱][۷۲]
- روز دوشنبه ۱۰ ژوئن ۲۰۱۹ دولت آمریکا طی بیانیه‌ای تحریم ۱۶ شخصیت حقوقی و حقیقی سوریه را که در حمایت مالی از بشار اسد و دولت سوریه هستند را اعلام کرد. با نفوذترین و ثروتمندترین فرد از میان این ۱۶ نفر سامر فوز، صاحب گروه اقتصادی امان شامل ۱۴ شرکت می‌باشد که تماماً توسط وزارت خزانه‌داری آمریکا تحریم شده‌اند.[۷۳]
- روز ۱۵ ژانویه ۲۰۲۱ اتحادیه اروپا فیصل مقداد وزیر امور خارجه سوریه را به لیست تحریم‌های خود افزود. این تحریم‌ها در پاسخ به آنچه سرکوب خشونت‌آمیز جمعیت غیرنظامی سوریه ادعا می‌شود، اعمال شده است.[۷۴]

## نیروهای نظامی و امنیتی

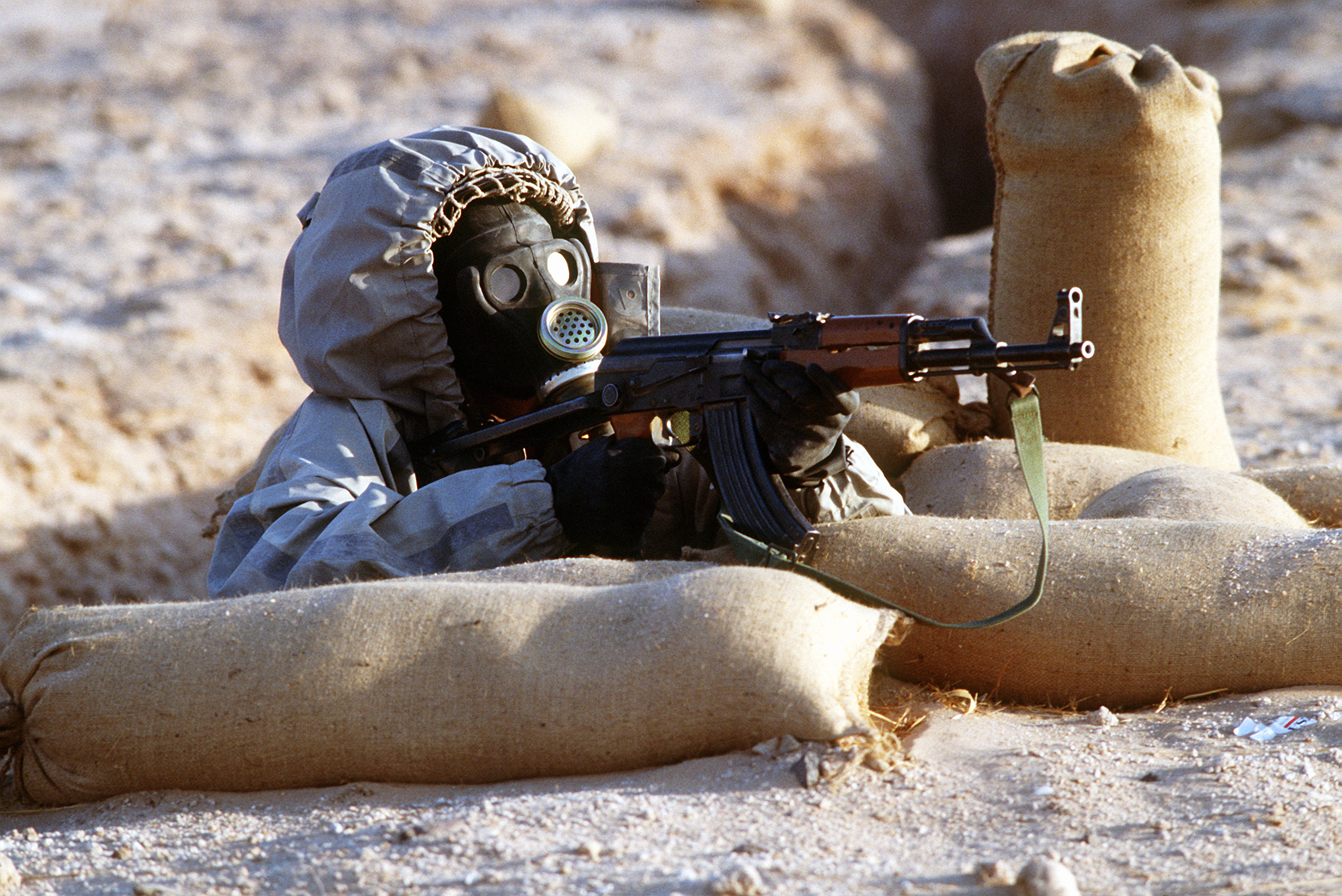
سرباز سوری با ماسک شیمیایی و تفنگ کلاشینکف در جنگ خلیج فارس

نیروهای مسلح سوریه از چهار واحد نیروی زمینی، نیروی هوایی، نیروی دریایی و نیروی دفاع هوایی تشکیل می‌شود.
باور عمومی بر این است که حکومت سوریه دارای 《زرادخانه شیمیایی》 و سلاح‌های کشتار جمعی از جمله مقادیر قابل توجهی از گاز خردل و سارین است.
واحد اطلاعات نیروی هوایی، از سرویس‌های امنیتی در کشور سوریه است.

## جنگ داخلی سوریه
در سال ۲۰۱۱ با بالا گرفتن اعتراضات مردمی در جهان عرب (بهار عربی)، تظاهرات‌هایی نیز در شهرهای مختلف سوریه نظیر حماة، جبله، دمشق، لاذقیه، درعا و حمص به وقوع پیوست که با سرکوب شدید توسط ارتش سوریه مواجه شد. تظاهرات‌های پراکنده‌ای در شهرهای دیگر سوریه نیز به وقوع پیوست که در سه شهر حمص، درعا و حماة شدیدتر بود. بشار اسد در ابتدا در مورد این اعتراضات در رسانه‌های سوریه نظری نمی‌داد. اما پس از آن که سرکوب‌ها مرگبار توسط ارتش بالا گرفت و هم چنین در برخی شهرها به‌خصوص در شهر حمص قیام مسلحانه توسط ارتش آزاد سوریه علیه حکومت وی رخ داد، به مصاحبه با رسانه‌های دولتی سوریه پرداخت و بدون اشاره به کشتار مردم توسط ارتش؛ اسرائیل را عامل این اعتراضات در سوریه دانست، او اعلام کرد که با اقتدار در برابر این توطئه‌ها می‌ایستد. اتحادیه عرب پس از خیزش سوریه ۲۰۱۲–۲۰۱۱ و کشته شدن هزاران معترض سوری توسط دولت بشار اسد، عضویت سوریه در اتحادیه عرب به حالت تعلیق درآورد.
نتایج نظرسنجی مرکز تحقیقات سیاست‌ها در سوریه تأیید می‌کند که آنچه بر نسل‌هایی که در سایه جنگ بزرگ شده‌اند، گذشته، ضایعه جبران‌ناپذیری باقی گذاشته است. با وجود ارقام و داده‌های سنگین مربوط به نتایج فاجعه سوریه، تازه‌ترین آمار نشان می‌دهد که اقتصاد سوریه تا پایان سال ۲۰۲۰ بیش از ۶۰۰ میلیارد دلار خسارت متحمل شده است و نرخ فقر در این کشور به ۹۶ درصد رسید.
اتحادیه عرب، ایالات متحده آمریکا، اتحادیه اروپا، شورای همکاری خلیج فارس و سایر کشورها استفاده از خشونت علیه معترضان را محکوم کرده‌اند. چین و روسیه از محکوم کردن دولت یا اعمال تحریم‌ها اجتناب کردند و گفتند که چنین روش‌هایی می‌تواند به مداخله خارجی تبدیل شود. با این حال، مداخله نظامی توسط اکثر کشورها رد شده است. اتحادیه عرب عضویت سوریه را به دلیل واکنش دولت به بحران به حالت تعلیق درآورد، اما در دسامبر ۲۰۱۱ یک هیئت ناظر به عنوان بخشی از پیشنهاد خود برای حل مسالمت آمیز بحران فرستاد. آخرین تلاش‌ها برای حل بحران از طریق انتصاب کوفی عنان به عنوان فرستاده ویژه برای حل بحران سوریه در خاورمیانه صورت گرفته است. اما برخی تحلیلگران تقسیم منطقه به شرق سنی، شمال کرد و غرب شیعه/علوی را مطرح کرده‌اند.